# Мониторы типа «Житомир»

Монитор «Городищe» (будущий «Бобруйск») 1939

Монито́ры ти́па «Жито́мир» — серия из четырёх мониторов, построенных в 1920 году в Польше и захваченных Днепровской флотилией в сентябре 1939 года при присоединении Западной Белоруссии. Четыре из них, построенные в г. Данциг (Гданьск), известны также как мониторы типа «Гданьск» или тип «Варшава».

## Список кораблей
| Первоначальное название             | Советское название | Год постройки | Место строительства | Верфь          |
| ----------------------------------- | ------------------ | ------------- | ------------------- | -------------- |
| Pinsk («Пинск»)                     | Житомир            | 1920          | Данциг              | Danziger Werft |
| Horodyszcze («Городище»)            | Бобруйск           | 1920          | Данциг              | Danziger Werft |
| Morzyrz, Torun («Мозырь», «Торунь») | Винница            | 1920          | Данциг              | Danziger Werft |
| Warszawa («Варшава»)                | Витебск            | 1920          | Данциг              | Danziger Werft |

## Основные технические характеристики на 1941 год
| Наименование элементов                      | «Житомир», «Бобруйск», «Винница», «Витебск»      | «Смоленск» типа «Краков»                         |
| ------------------------------------------- | ------------------------------------------------ | ------------------------------------------------ |
| Водоизмещение, т                            | 130                                              | 90                                               |
| Длина наибольшая, м                         | 34,5                                             | 35,5                                             |
| Ширина по корпусу (по наделкам), м          | 5 (8)                                            | 6                                                |
| Осадка наибольшая, м                        | 0,65                                             | 0,7                                              |
| Наибольшая скорость, уз.                    | 9                                                | 9                                                |
| Дальность плавания при 6 узлах, миль        | 648                                              | 558                                              |
| Магнитные компасы, шт.                      | 2                                                | 2                                                |
| Лоты, тип                                   | ручной                                           | ручной                                           |
| Артиллерийские установки                    | 1х2 и 1х1 76-мм пушек Ф-22 УСВ                   | 1х2 122-мм гаубиц.                               |
| Боекомплект артустановок главного калибра   | 600                                              | 170                                              |
| Артустановка зенитного калибра ближнего боя | нет                                              | 1х2 45-мм 41-К                                   |
| Боекомплект зенитного калибра ближнего боя  | нет                                              | 450                                              |
| Экипаж, чел.                                | офицеров — 3 старшин — 9 рядовых — 32 всего — 44 | офицеров — 3 старшин — 7 рядовых — 23 всего — 33 |

## История кораблей

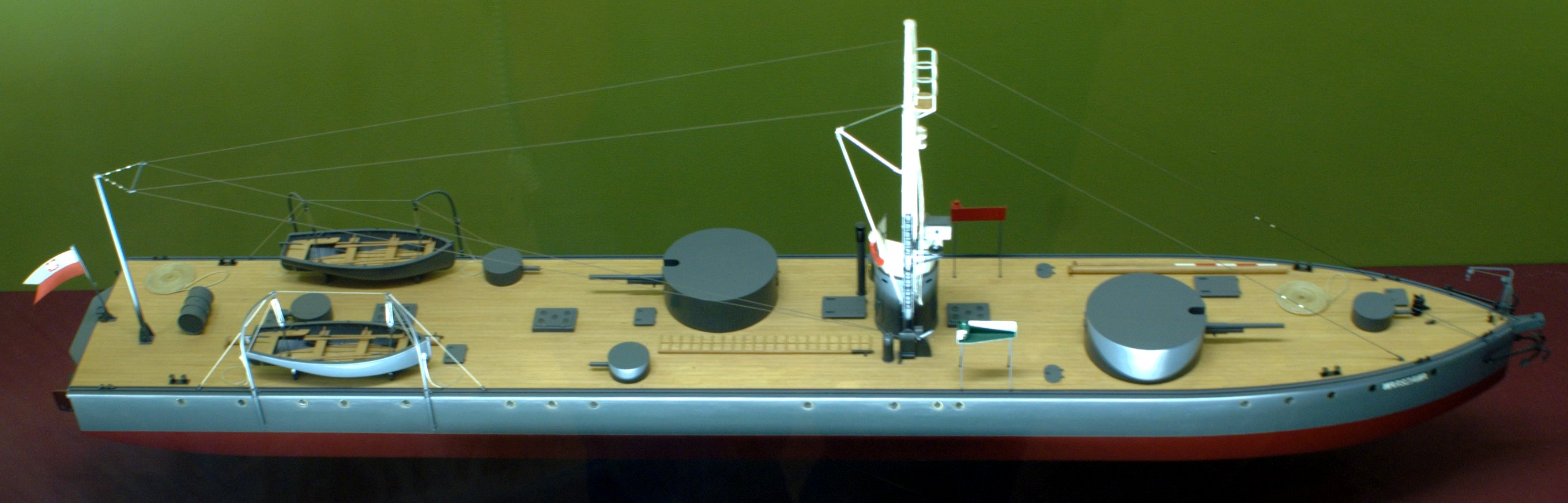
Модель монитора «Варшава» на 1920 год сверху-справа

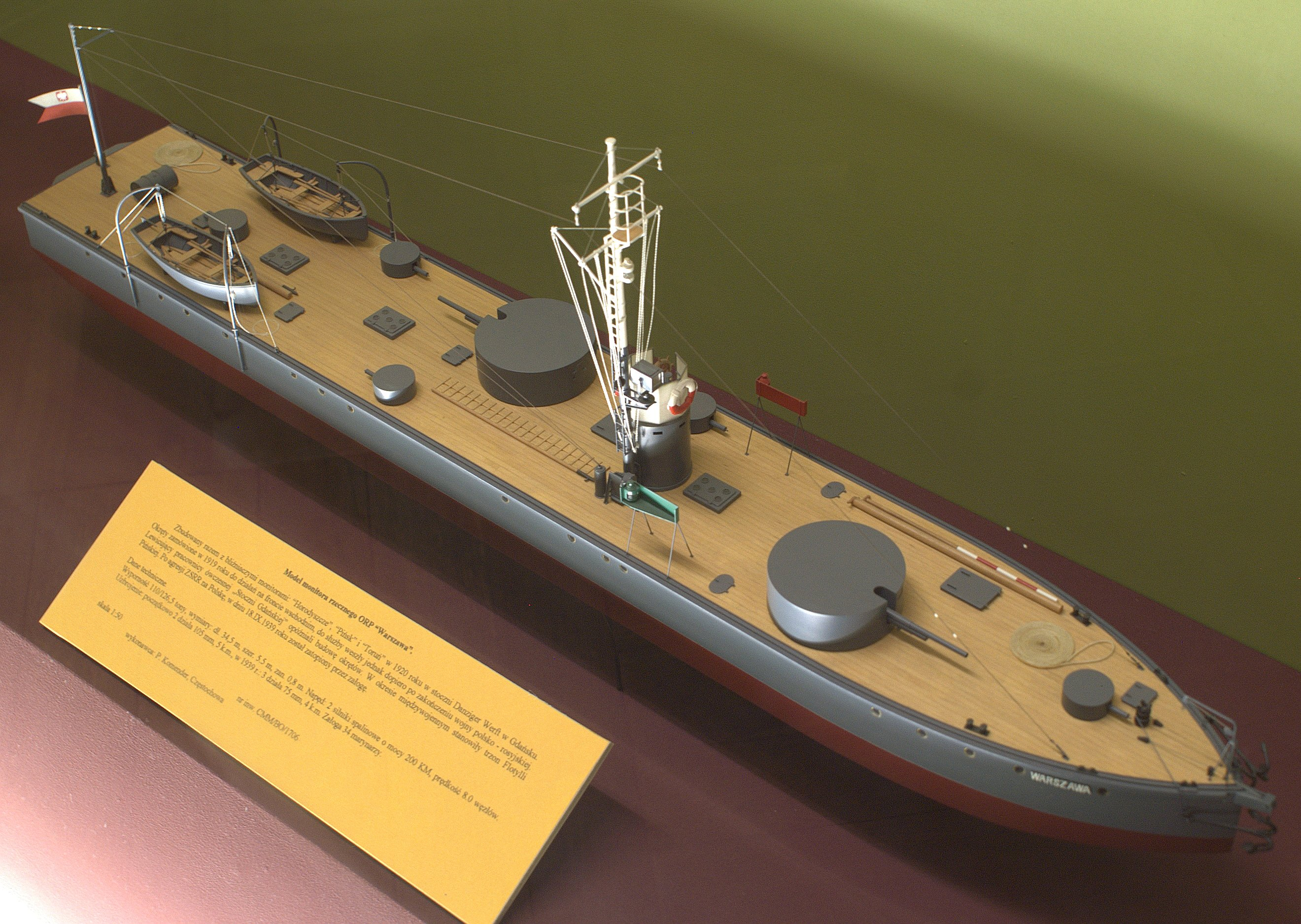
Модель монитора «Варшава» на 1920 год сверху-справа-спереди

Все корабли до 1939 года находились в составе польской Пинской речной флотилии («Варшава» и «Мозырь» до 1922 года — в Вислянской флотилии). С начала Второй мировой войны, в сентябре 1939 года, флотилия вела противовоздушную оборону по Припяти и её притокам. После вступления 17 сентября 1939 года Красной Армии в Западную Белоруссию флотилия направилась на польско-германский фронт, однако из-за взорванного моста корабли не могли пройти через Днепро-Бугский канал в Западный Буг. Поэтому мониторы были затоплены на реках Припять и Пина, а экипажи присоединены к армейской группировке.
Мониторы и другие суда подразделения ВМФ СССР подняли, отремонтировали и включили в Днепровскую военную флотилии. Мониторы назвали: «Бобруйск» («Городище»), «Витебск» («Варшава»), «Винница» («Торунь»), «Житомир» («Пинск»). Вместо 75-мм пушек французского производства установили 76-мм пушки Ф-22 УСВ с длиной ствола 42 калибра.
Первоначально 5 трофейных мониторов входили в Днепровскую военную флотилию. Затем, в июне 1940 года, когда флотилию расформировали, ими укомплектовали дивизион созданной Пинской военной флотилии, которая так же обеспечивала район Днепра. Эта флотилия почти полностью была создана из бывших польских кораблей. Командовал ею капитан 1 ранга Дмитрий Дмитриевич Рогачев. Из пяти восстановленных мониторов на четырёх поставили по три 76-мм пушки Ф-22 УСВ в двух башнях, в носовой две и в кормовой одну. На мониторе «Смоленск» поставили две 122-мм гаубицы. Все орудия с хорошей кучностью при стрельбе. Но, недостаток — слабость на мониторах средств ПВО — всего по 4 пулемёта винтовочного калибра в одиночных башенках. Командующий флотилией Д. Д. Рогачев предложил установить на корме мониторов 37-мм автоматическую зенитную пушку 70-К, и перед самой Отечественной войны пять пушек 70-К флотилией получены, но установить их не успели и первые дни войны установили на баржи, которые превратили в зенитные плавучие батареи, выводить действующие мониторы — основную артиллерийскую мощь флотилии, из строя для установки зенитных орудий в напряженный первый период войны посчитали нецелесообразным.
На мониторах типа «Гданьск» 75 мм пушки заменили на 76-мм Ф-22 УСВ образца 1939 года. Конечно, эта пушка для своего времени современная, но масса её качающейся части на 34 % превосходила массу прежнего орудия Шнейдера. А французская фирма «Шнейдер» ещё в Первую мировую войну поставляла России те же пушки, только расточенные под 76-мм русский снаряд. И перед началом Второй мировой войны они ещё стояли на вооружении Красной армии. А бронепоезда, вооруженные этими орудиями, в 1942-45 годах участвовали в боевых действиях на многих фронтах.

## Боевые действия и гибель мониторов в началеВеликой Отечественной войны
В начале Великой Отечественной войны мониторы принимали участие в боях. 22 июня 1941 года Германия внезапно напала на Советский Союз, получив стратегическое преимущество. В течение недели группа армий «Центр» генерала Бока фактически вытеснила советские войска из Западной Украины и Западной Белоруссии за исключением Припятских болот. Именно здесь Пинская флотилия, усиленная мониторами «Ростовцев» и «Жемчужин» из состава Дунайской флотилии, дала бой и оказала доблестное сопротивление германским войскам.  
В ночь с 11 на 12 июля 1941 года монитор «Бобруйск» под командованием старшего лейтенанта Ф.К. Семенова на реке Припяти в 30 км за линией фронта успешно обстрелялл германские войска около Давид-городка.
11  июля 1941 года мониторы «Винница» (командир старший лейтенант Б.А. Юшин), «Витебск» (ст. лейт. А. И. Варганов), «Житомир» (ст. лейт. А.П. Быков), успешно организовали огневую поддержку контратаки 232-й пехотной дивизии Германии около Бобруйска.
«Винница» поврежден 15 июля 1941 года немецкой артиллерией на реке Березина у деревни Новая Белица - четыре пробоины от снарядов, вышел из строя рулевой привод. 16 июля монитор взорван своим экипажем, чтобы не допустить захвата противником.
29 августа 1941 года немцы уже контролировали оба берега Днепра в районе впадения Припяти. Мониторы и другие суда оказались отрезанными. Два монитора - «Бобруйск» и «Житомир» потоплены 31 августа и 1 сентября вблизи моста около деревни Печки, когда они пытались прорваться через огонь немецкой артиллерии.
«Витебск» прорвался, но 18 сентября 1941 года взорван своим экипажем, чтобы не допустить захвата противником на Днепре у села Хотинка.
Ещё до начала Второй мировой войны, после ввода в строй советских бронекатеров проектов 1124 и 1125, спроектированных под руководством талантливого российского и советского инженера Ю.Ю. Бенуа, мониторы типа «Гданьск» и «Краков» уже морально устарели. Дело в том, что бронекатера «днепровского» проекта 1125 и «амурского» типа проекта 1124, вооруженные артиллерией одинакового с «гданьскими» мониторами калибра 76 мм (для противопульного бронирования определяемого только мощью снаряда), имели меньшую осадку и значительно более высокую скорость. Но самое главное, советские бронекатера, конструктивно приспособленные для перевозки по железным дорогам, обладали гораздо большей оперативной и стратегической мобильностью, недоступной польским мониторам.
Поэтому все бывшие польские мониторы и 4 погибших советских монитора проекта СБ-37, после подъема в 1944—1945 годах, без больших сомнений отправили на слом с малоосмысленной формулировкой «ввиду невозможности восстановления».